# کاستلپاگانو
کاستلپاگانو (به ایتالیایی: Castelpagano) یک کومونه در ایتالیا است که در استان بنونتو واقع شده‌است.

## خصوصیات
کاستلپاگانو ۳۸٫۲ کیلومترمربع مساحت و ۱٬۶۴۹ نفر جمعیت دارد.